# Wolfgang Struve (Philosoph)

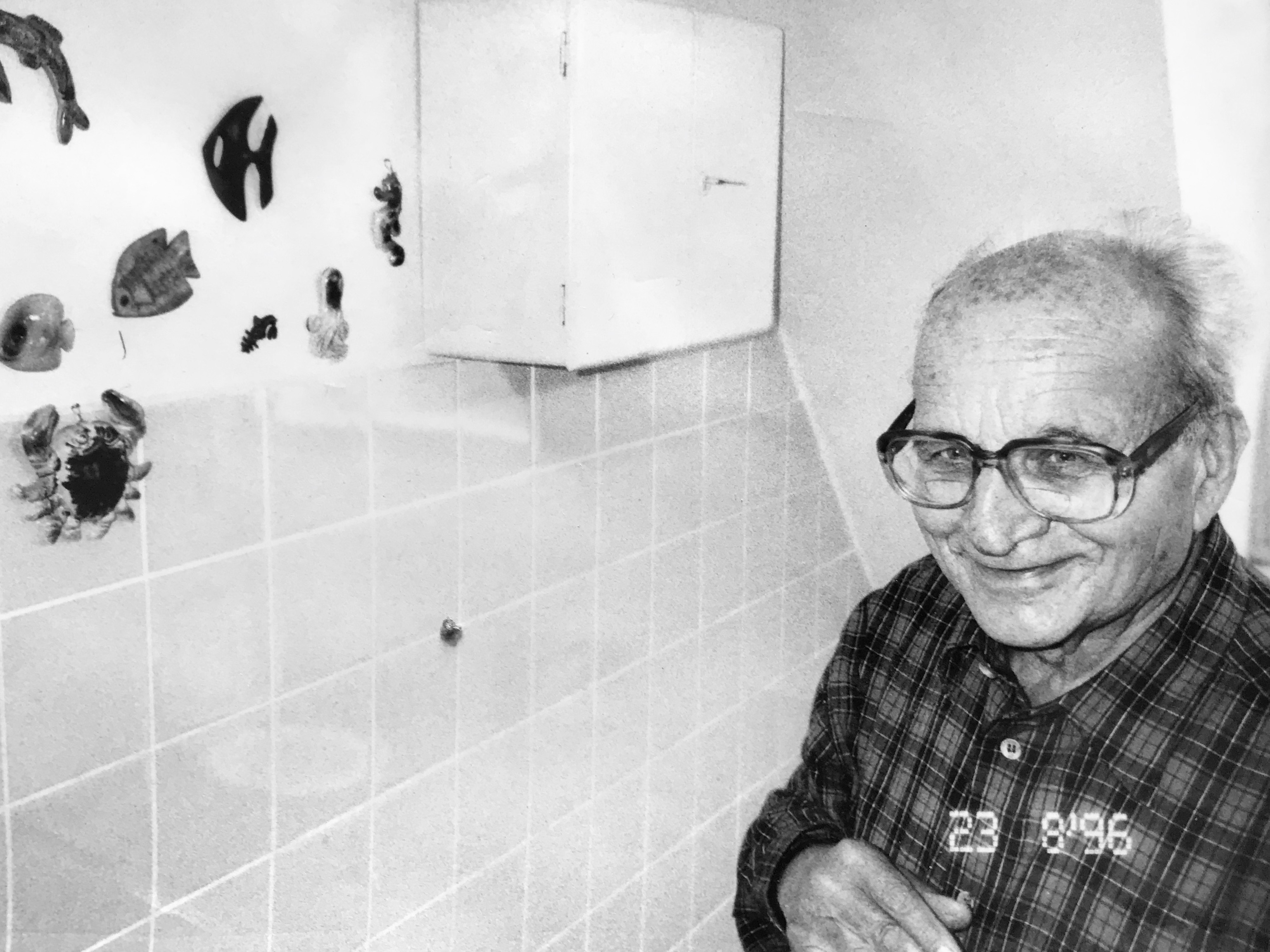
Wolfgang Struve (1996)

Wolfgang Struve (* 14. Juli 1917 in Hamburg; † 9. Dezember 2011 in Freiburg) war ein deutscher Philosoph und Mystiker. Er war bis 1981 Professor für Philosophie an der Albert-Ludwigs-Universität Freiburg.

## Leben
Wolfgang Struve studierte ab 1937 Philosophie, Mathematik und Physik an den Universitäten Freiburg im Breisgau und Zürich. 1943 promovierte er mit einer Dissertation über Aristoteles bei Martin Heidegger; 1948 erfolgte seine Habilitation bei Wilhelm Szilasi mit einer Arbeit über Die neuzeitliche Philosophie als Metaphysik der Subjektivität.
1955 wurde er Professor für Philosophie in Freiburg. Seit 1981 war er im Ruhestand. Neben seinen Fachveröffentlichungen (auch Aufsätze etwa zu Plotin, Descartes, Kant oder Schelling beinhaltend) ist er als Autor von Aphorismen-Sammlungen (Wir und Es) oder Reisenotizen hervorgetreten, in denen er seine „philosophische Mystik“ in Worte zu fassen sucht.

## Werke

### Als Autor
- Das Unbegrenzte und Stetige in der „Physik“ des Aristoteles. Dissertation (Typoskript), Freiburg 1943
- Die neuzeitliche Philosophie als Metaphysik der Subjektivität. Interpretationen zu Kierkegaard und Nietzsche. In: Symposion. Jahrbuch für Philosophie, Band 1, S. 207–335. Alber, Freiburg 1949
- Wir und Es. Gedankengruppen. Niehans, Zürich 1957
- Der andere Zug. Gedanken und Aufzeichnungen zur Mystik. Fünf Bände (Hefte). Stifterbibliothek, Salzburg 1967–69
- Philosophie und Transzendenz. Eine propädeutische Vorlesung. Rombach (Hochschul-Paperback 7), Freiburg 1969
- Übergehn zur Wirklichkeit. Philosophische und andere Reisenotizen. Stifterbibliothek, Salzburg 1970
- Unglaubliche Wirklichkeit. Philosophische und andere Reisenotizen. Stifterbibliothek, Salzburg 1972
- Homo mysticus. Zwei Vorträge: Welt und Wirklichkeit; West-östliche Mystik und das Problem absoluter Transzendenz. Anders Leben, Wies 1983
- Über die Nichtkonformität des Wirklichen. Ein Vortrag. Anders Leben, Wies 1986
- Spuren und Stürze. Aufzeichnungen aus Skizzenbüchern 1984–1987. Passagen, Wien 1999, ISBN 3-85165-312-2

### Als Übersetzer
- Blaise Pascal: Vom Geiste der Geometrie. Französisch und Deutsch. Übersetzt und eingeleitet von W. S. Claassen & Würth (Die kleine Reihe 3), Darmstadt 1948
- Søren Kierkegaard: Johannes Climacus oder De omnibus dubitandum est. Zum ersten Mal ins Deutsche übersetzt und eingeleitet von W. S. Claassen & Roether (Die kleine Reihe 7), Darmstadt 1948